# Lloyd deMause
Lloyd deMause (19 de septiembre de 1931- 23 de abril de 2020) fue un pensador social estadounidense conocido por su trabajo en el campo de la psicohistoria. 
Realizó sus estudios en ciencia política en la  Universidad de Columbia. Fue fundador y editor de The Journal of Psychohistory  y ha jugado un importante papel en la fundación de la IPA (International PsychoHistory Association: Asociación Internacional de Psicohistoria), un grupo multidisciplinario cuyos miembros han estado, en mayor o menor medida (incluso de manera crítica), influenciados por sus trabajos.[cita requerida]
Falleció el 23 de abril de 2020 a los ochenta y ocho años.

## Publicaciones
Ha publicado más de 80 artículos en publicaciones como 
- The Nation
- Psychology Today
- The Guardian
- The Journal of Psychoanalytic Anthropology
- The Journal of Psychohistory
- Sexual Addiction and Compulsivity
- Psyche
- Kindheit
- Texte zur Kunst
- Psychologie
- Psychologos
- International Review of Psychology
- Psychologie Heute.

Se encuentra en la mesa editorial de Familiendynamik y The International Journal of Prenatal and Perinatal Psychology and Medicine.
Los libros que ha escrito y editado incluyen:
- Historia de la infancia (Alianza Universidad, 1982)[2][3]
- A bibliography of psychohistory
- The new psychohistory
- Jimmy Carter and american fantasy
- Foundations of psychohistory[4][5]
- Reagan’s America
- The emotional life of nations.

Su trabajo ha sido traducido a treinta idiomas.
DeMause tiene tres hijos: Neil, Jennifer y Jonathan.